# Mikołaj Kostka
Mikołaj Kostka herbu Dąbrowa (ur. ok. 1564 – zm. 28 lutego 1610 w Pogódkach) – polski duchowny katolicki, kanonik chełmiński, cysters, opat pelpliński, biskup nominat chełmiński.
Syn Jana, wójta malborskiego, nominata na kasztelanię elbląską, i Małgorzaty z d. Eulenburg (Elenborg). Miał starszą siostrę o nieznanym imieniu, która wyszła za Jana v. Felden Zakrzewskiego, oraz braci: Jakuba, Jana Krzysztofa i Macieja.
Nie wiadomo, gdzie się kształcił. Święcenia kapłańskie przyjął 27 grudnia 1588 z rąk swego stryja, biskupa chełmińskiego Piotra Kostki, lecz już wcześniej, dzięki poparciu biskupa, otrzymał kanonię chełmińską i scholasterię wileńską.
Odznaczał się zdolnościami administracyjnymi. Jako dzierżawca dóbr kapitulnych przyczynił się do ich podniesienia gospodarczego. W 1588 biskup, na prośbę swej krewnej, ksieni Magdaleny Mortęskiej, zlecił mu opiekę nad klasztorem benedyktynek w Chełmnie, któremu Mikołaj Kostka udzielił pomocy w reformie zakonnej i rewindykacji dóbr klasztornych. 1589 w charakterze zastępcy biskupa i delegata kapituły uczestniczył w synodzie prowincjonalnym w Piotrkowie, a 27 października 1589 był posłem królewskim na sejmiku w Toruniu, który debatował nad uchwaleniem podatku na wojnę z Turcją. Po śmierci biskupa Piotra Kostki (25 stycznia 1595) kapituła wybrała go administratorem diecezji.
Już w 1588 ubiegał się o stanowisko opata w Pelplinie. Dzięki poparciu Krzysztofa Kostki, wojewody pomorskiego, i Stanisława Kostki, ekonoma malborskiego, został królewskim kandydatem na opata, wybranym przez konwent cystersów 29 października 1592. 15 listopada 1592 wybór został zatwierdzony przez biskupa Hieronima Rozdrażewskiego, który przekazał Kostce opactwo w komendę do czasu złożenia przezeń ślubów zakonnych. Z powodu sporu z innym pretendentem do opactwa, Krzysztofem Klińskim, porządkowania spraw majątkowych klasztoru, zarządzania (do 1602) dobrami kapituły chełmińskiej oraz administracją biskupstwa chełmińskiego po śmierci stryja, Mikołaj Kostka dopiero 3 kwietnia 1597 przywdział habit zakonny, 10 maja 1598 złożył uroczystą profesję, a 6 czerwca 1599 we Włocławku otrzymał benedykcję opacką.
Położył duże zasługi dla konwentu pelplińskiego. Przywrócił nakazaną w regule karność zakonną, czym spełnił zalecenia reformy podjętej przez biskupa Rozdrażewskiego z okazji kanonicznej wizytacji klasztoru. Dla kształcenia młodych adeptów, których liczba na nowo zaczęła się powiększać, ustanowił osobnego nauczyciela i corocznie po dwóch wysyłał na dalszą naukę do kolegiów jezuickich. Starał się o powiększenie biblioteki klasztornej, wyznaczając na ten cel stały budżet z majątku opackiego. W 1600 był współfundatorem klasztoru bernardynów w Nowem. 
Wytrwale zabiegał o restytucję dóbr klasztornych, lekkomyślnie odstąpionych różnym osobom przez poprzedników. W trosce o poprawę warunków bytowych zakonników dokonał w 1599–1600, jako pierwszy z opatów, podziału dóbr klasztornych na opackie i konwentowe. Wybudował infirmerię, refektarz zimowy, szpital przy kościele parafialnym, remontował zabudowania klasztorne. Jego staraniem częściowo odnowiono kościół klasztorny, do którego w latach 1602–3 dobudowano zakrystię. Z tego okresu pochodzą m.in. dębowe, zdobione drzwi kapitularza (1603), a także dębowe ławy w północnym krużganku, z bogato rzeźbionymi zapleckami o renesansowej ornamentyce, znaczone herbem opata, jego inicjałem i datą 1609, należące do najcenniejszych zabytków tego rodzaju na Pomorzu. 
1610, po przejściu biskupa Wawrzyńca Gembickiego do Włocławka, król mianował go biskupem chełmińskim. Kostka nie zdążył już objąć diecezji, bowiem zmarł 28 lutego 1610 w Pogódkach. Pochowano go 6 maja 1610 w głównej nawie kościoła klasztornego w Pelplinie.